# Liga Deportiva Estudiantil
La Liga Deportiva Estudiantil, conocido también por sus siglas como LDE,  es un club deportivo de Guayaquil, Provincia del Guayas, Ecuador. Fue fundado el 20 de junio de 1922 bajo el nombre de Liga Deportiva Universitaria y posteriormente cambiaría su nombre a Liga Deportiva Estudiantil el 20 de junio de 1928 con el objetivo de permitir que estudiantes colegiales ingresen a la institución.
Se le atribuye el nombre original de Liga Deportiva Universitaria del Ecuador, posteriormente el club Universitario de Quito  adoptaría en el año 1928 el nombre similar de este club hasta la actualidad, al igual que lo adoptó un equipo de Portoviejo por el año de 1969 y otro  de la ciudad de Loja por el año de 1979.
Varios de los grandes deportistas ecuatorianos fueron formados o estuvieron afiliados a  esta institución. Entre los que se encuentran: Pancho Segura, los «Cuatro Mosqueteros del Guayas» campeones del Sudamericano de natación en 1938, Cristóbal Savinovich Avilés, Elí "Jojó" Barreiro, Gastón León, Jorge 'Chato' Mejía, entre otros. Es por esto que se ha ganado el apodo de «Cuna de campeones».
Ha formado varios grandes deportistas para las disciplinas de natación, béisbol, baloncesto, boxeo y fútbol. Posee varios títulos en los cuatro primeros deportes, aunque no ha tenido grandes participaciones en fútbol. 
El departamento de fútbol, afiliado a la Asociación de Fútbol del Guayas, participando en las categorías, tanto formativos como profesionalmente. Actualmente juega en la Segunda Categoría de Ecuador, aunque en la actualidad debido a problemas institucionales no ha participado desde el año 2024 en este campeonato. La Liga Deportiva Estudiantil juega de local en el Estadio Julio Cabrera Palacios, ubicado en la ciudad de Balzar, a 118 kilómetros de Guayaquil, aunque alterna algunos partidos en el Estadio Alejandro Ponce Noboa, ubicado en el sector de Fertisa, al sur de la ciudad de Guayaquil.

## Historia

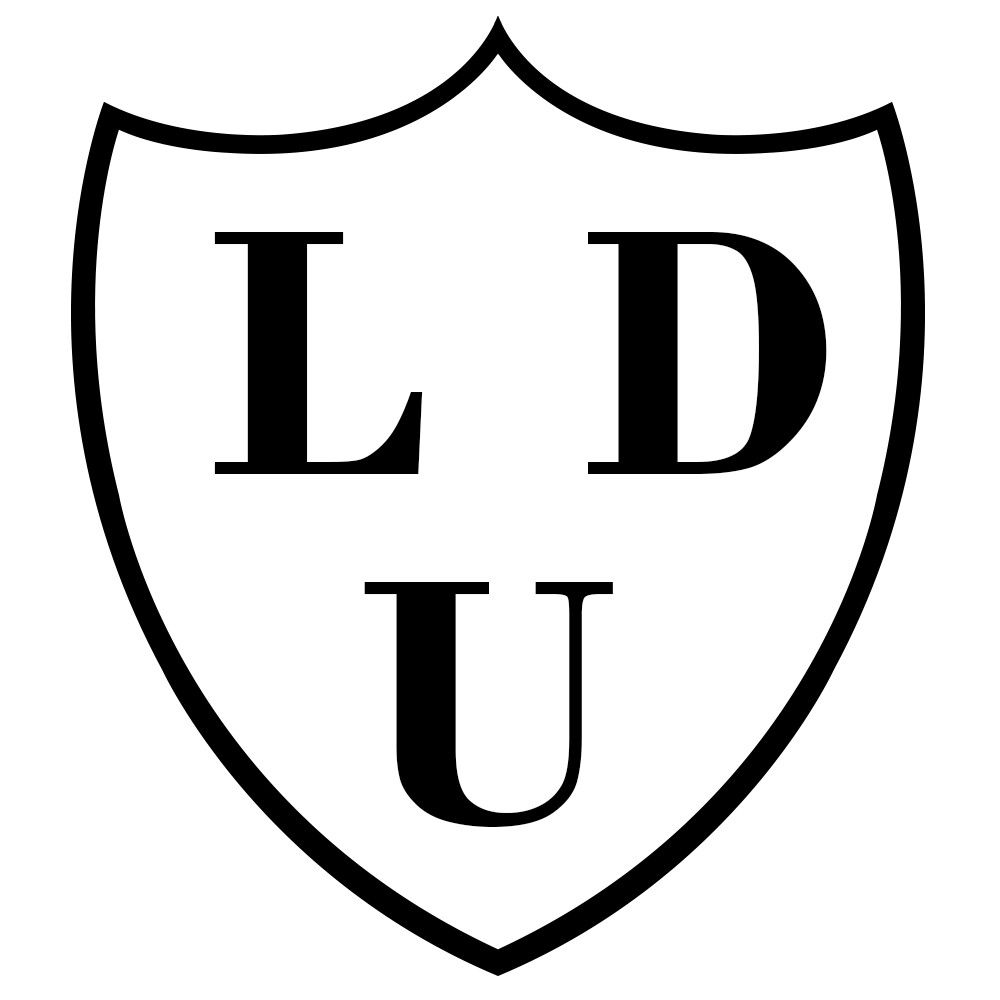
Primer escudo de la institución, con su primer nombre de Liga Deportiva Universitaria.

La institución tuvo su origen formal por parte de alumnos graduados del colegio Vicente Rocafuerte que querían dedicarse al deporte organizado que estaba volviéndose popular en Guayaquil. Así, en una reunión hecha mayormente por estudiantes universitarios, nace la entonces llamada Liga Deportiva Universitaria el 20 de junio de 1922. A su vez, debido a ser uno de los equipos pioneros en el deporte guayaquileño, fue miembro fundador de la Fedeguayas.

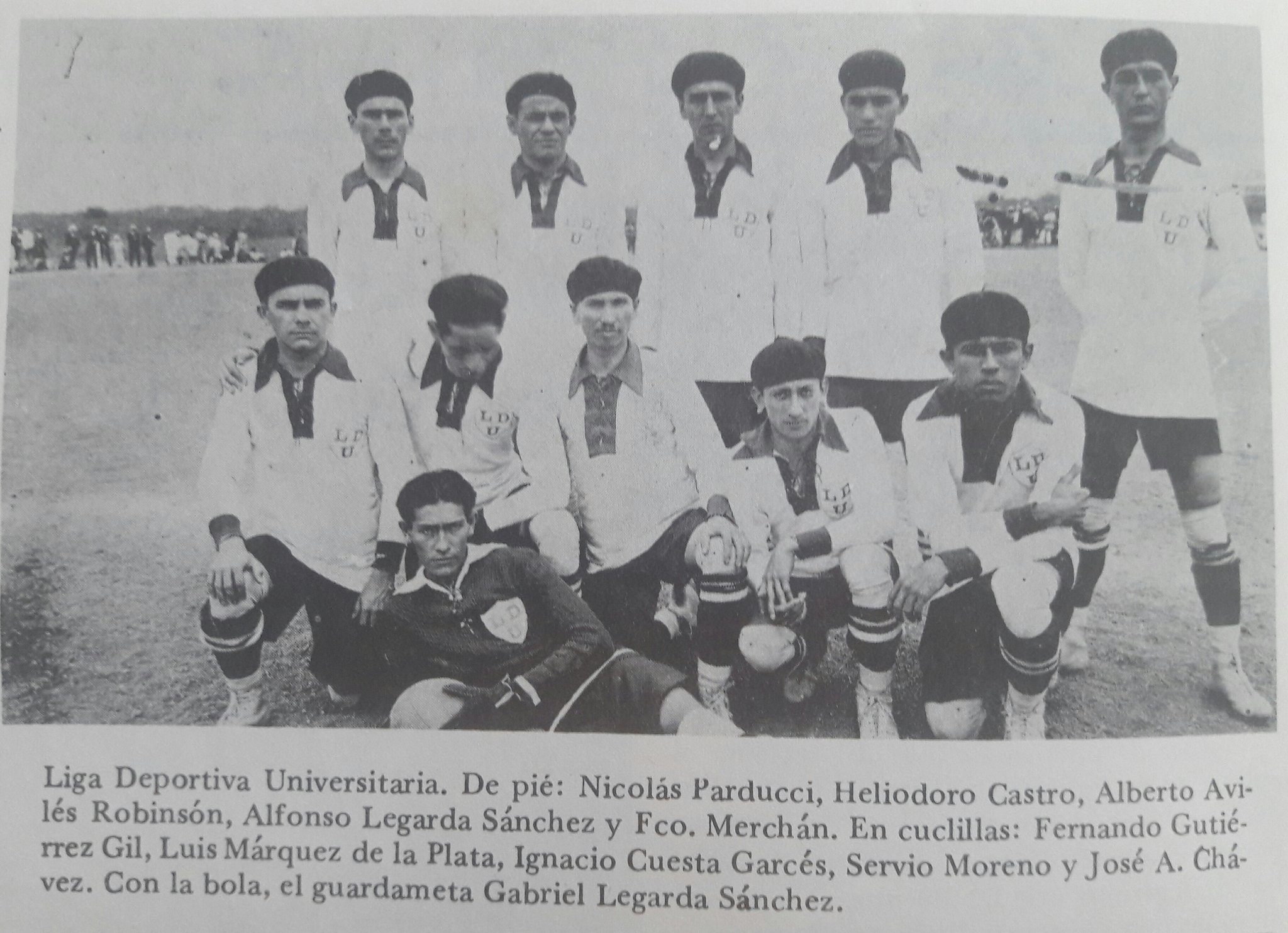
Equipo de fútbol de Liga Deportiva Estudiantil en 1922. Todavía se llamaba Liga Deportiva Universitaria.

La primera participación de la entonces Liga Deportiva Universitaria fue en la Copa Presidente Baquerizo Moreno de 1922. Donde consiguió el título después de ganar la final contra el Club Universitario de Quito. En 1923 consiguió el subcampeonato del Campeonato Amateur de Guayaquil, quedando a tan solo un punto por detrás del campeón Club Sport Oriente.
Además de fútbol, LDU fue de los mejores equipos de baloncesto una vez se empezó a jugar de manera competitiva en Guayaquil. A su vez, también tuvo varios de los mejores deportistas en atletismo y boxeo.
Para 1928, varias de las grandes figuras que consiguieron los primeros títulos de LDU se habían retirado. Esto provocó que la institución se vea en una crisis donde conseguía pocos resultados favorables. Para solucionar esta crisis de deportistas, la directiva decidió hacer una alianza con los estudiantes del colegio Vicente Rocafuerte, que cada vez conseguían mejores resultados deportivos. Fue por esta nueva alianza con los estudiantes colegiales que la institución decidió cambiar de nombre, y pasó de ser Liga Deportiva Universitaria (LDU) a Liga Deportiva Estudiantil (LDE).
Esta alianza entre la institución deportiva y el colegio fue de gran beneficio para ambos puesto que los estudiantes se beneficiaban con los incentivos ofrecidos por LDE y a su vez, LDE se beneficiaba con todos los grandes jugadores que se unían a la institución. Varias de las grandes figuras del deporte ecuatoriano de a principio del siglo XX surgieron de estos dos establecimientos.
En 1938, ocurrió la Hazaña de Lima durante el Campeonato Sudamericano de Natación, donde los nadadores guayaquileños Carlos y Abel Gilbert, Ricardo Planas y Luis Alcívar consiguieron el título campeón para Ecuador con 108 puntos, quedando el segundo lugar para Perú, con 90 puntos. Los cuatro deportistas fueron formados en la Liga Deportiva Estudiantil.
Durante la década de 1960, LDE se convirtió en el mayor referente de baloncesto ecuatoriano logrando cuatro campeonatos al hilo, hito que hasta día de hoy LDE sigue siendo el único equipo en haberlo conseguido. Fue también durante esta década que fue vicecampeón del Campeonato Sudamericano de Clubes de Baloncesto en 1966 y 1969, donde cayó ante Corinthians en una final ajustada y recordada por el gran desempeño de ambos equipos.

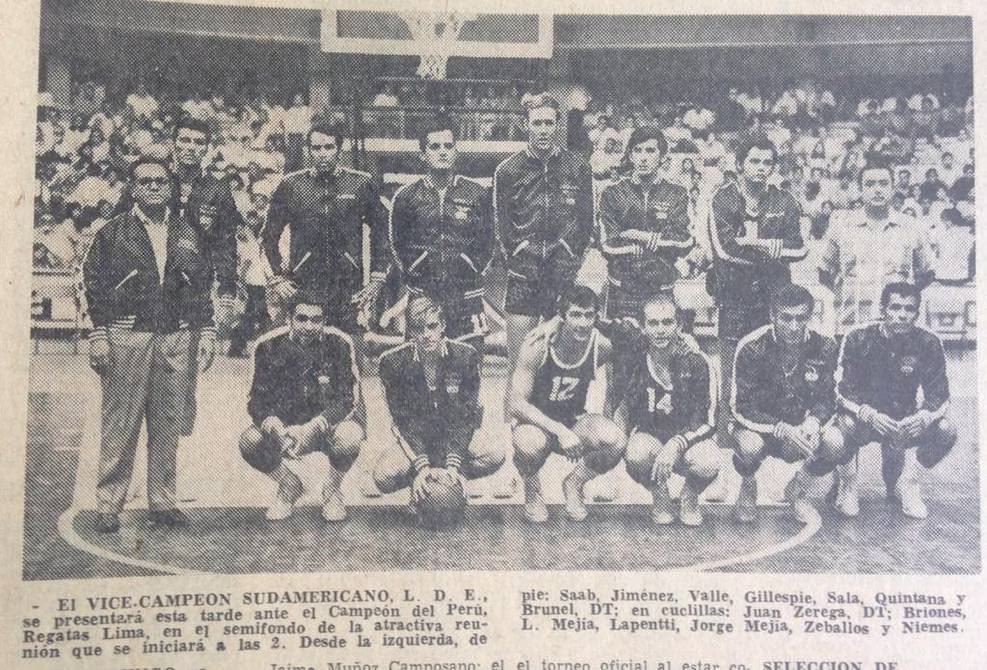
Equipo de baloncesto de Liga Deportiva Estudiantil en 1969.

En 2019, LDE pasó por momentos críticos al haber estado cerca de la desaparición debido a la mala gestión administrativa y económica. Afortunadamente, el empresario Alex Wiesner Flor logró llevar a flote a la institución nuevamente. Poco tiempo después del rescate, LDE consiguió el campeonato de béisbol en 2020.

## Palmarés

### Fútbol
- Campeón de Segunda Categoría de Ecuador (2): 1978, 1981.
- Subcampeón de Segunda Categoría de Ecuador (1): 1986.
- Campeón de Segunda Categoría del Guayas (2): 1978, 1981.
- Subcampeón de Segunda Categoría del Guayas (3): 1986, 1989, 1990.
- Campeón interbarrial de fútbol Diario El Universo (5)
- Campeón Aso Guayas Sub 16 (1): 2011
- Campeón Aso Guayas Juvenil (2): 1974, 1975

### Béisbol
- Campeonato Nacional de Béisbol (3):1934, 1958, 1972.

### Boxeo
- Campeón del Torneo Provincial de Boxeo (2): 2008, 2009
- Campeón del Torneo “César Salazar Navas”  (1): 2009
- Campeónato Figurita Gomez del Provincial de Boxeo (1): 2008
- Campeónato de Novatos de Boxeo (1): 2005
- Campeón del Torneo Guantes de Oro (1): 2004, 2007, 2008
- Campeón del Torneo Guantes de Oro Prejuvenil (1): 2004
- Campeón del Torneo Guantes de Oro Juvenil (4): 2004
- Campeón del Torneo Interclubes escolar de boxeo (1): 2004
- Campeón del Torneo Interclubes juvenil de boxeo (1): 2004
- Copa Max Andrade Murillo (1): 2007
- Campeón del torneo mis primeros Guantes (1): 2008
- Campeón del torneo mis primeros Guantes categoría juvenil (1): 2005
- Campeón del torneo mis primeros Guantes categoría Prejuvenil (1): 2005
- Campeón del torneo mis primeros Guantes categoría Infantil (1): 2005

### Baloncesto
- Campeón Nacional de Baloncesto  (1): 1968.
- Asociación de Basketball del Guayas (13): 1937, 1941, 1945, 1960, 1961, 1962, 1963, 1966, 1968, 1969, 1970, 1974, 1976.
- Subcampeón Sudamericano de Baloncesto (1): 1969.

### Ajedrez
- Campeón Panamericano de Ajedrez (1): 1991

### Levantamiento de Pesas
- Campeón Sudamericano de Potencia (1): 1994

### Hockey
- Campeón Provincial interclubes de Hockey (1): 2007

### Judo
- Campeón Provincial de Judo (1) 2006

## Enlaces
- Liga Deportiva Estudiantil Archivado el 21 de abril de 2014 en Wayback Machine., Asociación  de Fútbol del Guayas.